# Epfendorf
Epfendorf ist eine Gemeinde im baden-württembergischen Landkreis Rottweil in Deutschland.

## Geographie

### Lage
Epfendorf liegt im Oberen Neckartal zwischen Oberndorf am Neckar und Rottweil.

### Nachbargemeinden
Die Gemeinde grenzt im Norden an die Stadt Oberndorf, im Osten an die Stadt Rosenfeld im Zollernalbkreis, im Süden an Dietingen und Villingendorf und im Westen an Bösingen.

### Gemeindegliederung

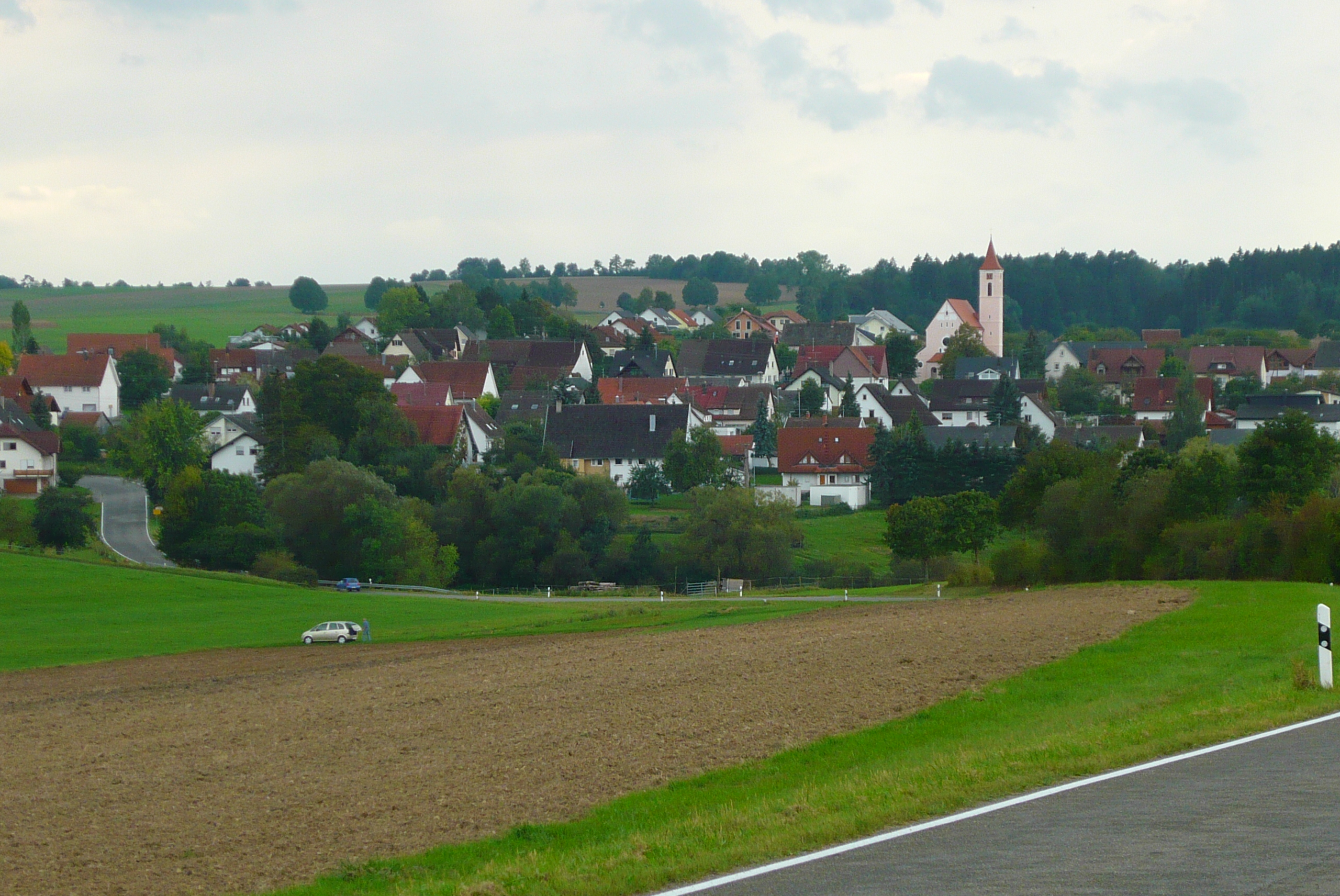
Der Teilort Harthausen

Die Gemeinde besteht aus dem Hauptort Epfendorf sowie den drei Ortsteilen Harthausen, Talhausen und Trichtingen.

### Schutzgebiete
Südöstlich von Epfendorf liegt das Natur- und Vogelschutzgebiet Schlichemtal. Das FFH-Gebiet Neckartal zwischen Rottweil und Sulz und das Landschaftsschutzgebiet Neckartal mit Seitentälern von Rottweil bis Aistaig umfassen den Neckar und dessen Talhänge und ziehen sich entsprechend von Süden nach Norden durch das Gemeindegebiet.

## Geschichte
Die ersten Siedlungsspuren auf Epfendorfer Gemarkung stammen aus der Jungsteinzeit. Früh- und mittelbronzezeitliche Spuren wurden am Hang der Flur „Mittlere Ösch“ gefunden. Im „Harzwald“ befinden sich zwei Grabhügel aus der Hallstattzeit. 
Bodenfunde deuten auf römische Gutshöfe im Bereich „Käppeleshalde“/„Hirschsteig“ und „Harrenberg“ hin. Eine Römerstraße führte zum römischen Kastell in Waldmössingen. Keramik- und Baufragmente lassen in Epfendorf einen Hafen oder eine zivile Siedlung mit eigener Töpfereiwerkstatt vermuten. Den Funden nach dürfte diese Siedlung ab Ende des ersten bis mindestens Mitte des zweiten Jahrhunderts bestanden haben.

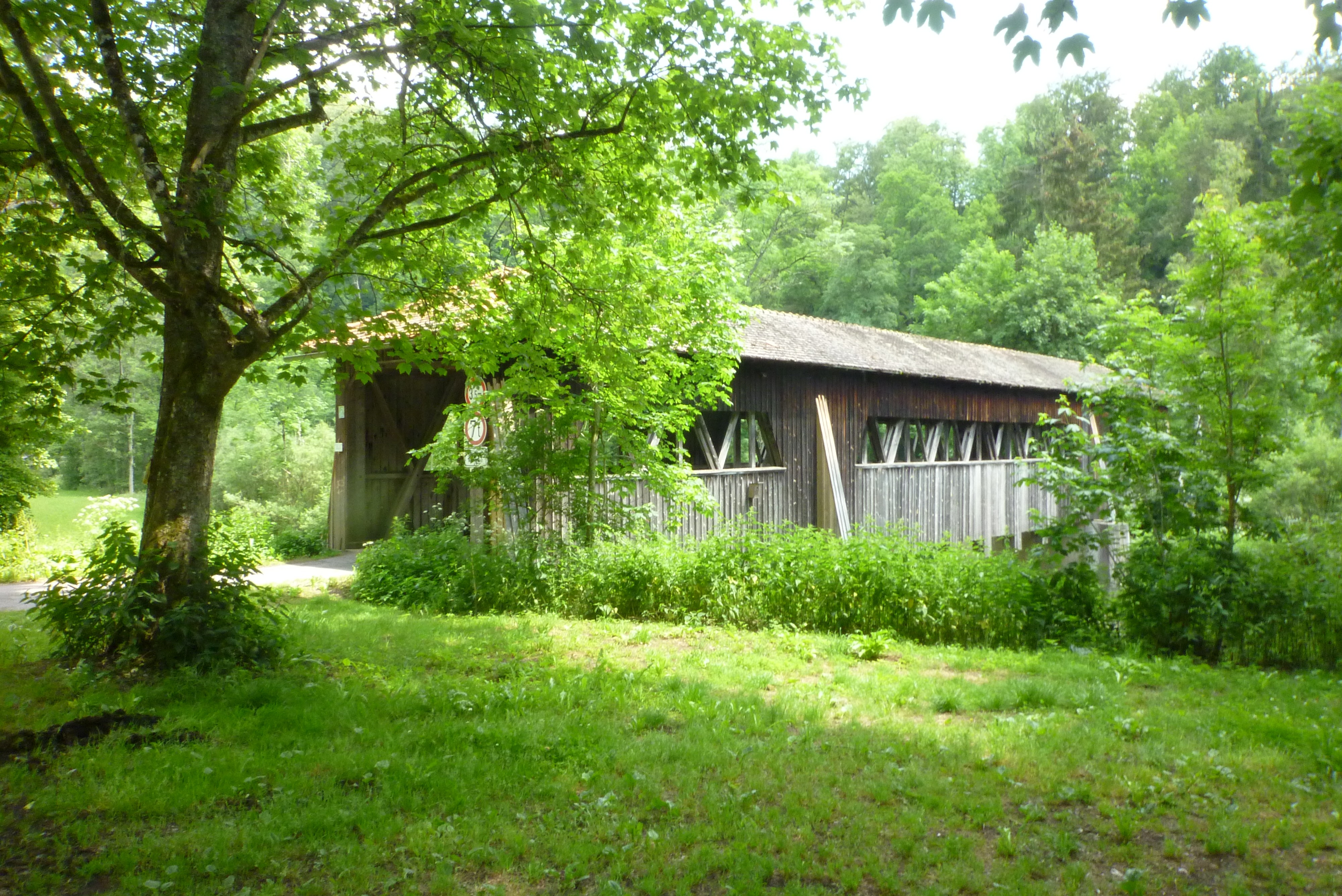
Epfendorf – Holzbrücke über den Neckar

Das genaue Alter von Epfendorf ist nicht bekannt. Ein Reihengräberfeld aus dem 8. Jahrhundert befindet sich unterhalb der „Käppeleshalde“. Der Ort wurde 994 erstmals urkundlich erwähnt und wechselte seitdem mehrmals den Besitzer. Zu dieser Zeit war das Dorf noch Königsgut bzw. herzöglich-alemannischer Besitz. Durch Schenkungen gelangte dieses hauptsächlich an das Kloster in Petershausen. 1005 erbte der König Heinrich II. von der Herzögin Hedwig Güter in Epfendorf, die an das Kloster Stein am Rhein weiterverschenkte. Zwischen 1222 und 1266 erscheint in den schriftlichen Aufzeichnungen ein Epfendorfer Ortsadel, der im Dienste der Grafen von Sulz, dem Pfalzgrafen von Tübingen und den Grafen von Hohenberg stand. 1285 verpfändete Kaiser Rudolf I. das restliche Reichsgut an die Grafen von Hohenberg. Die Vogtei und die Gerichtsbarkeit über die beiden genannten Klöster waren um 1388 im Besitz der Grafen von Sulz. 1430 verkauften diese den Ort an die Herren von Stein, die wiederum 1527 ihn für 3716 Gulden an die Reichsstadt Rottweil veräußerten.
1802 fiel Epfendorf an das Herzogtum Württemberg. Mit der Umsetzung der neuen Verwaltungsgliederung im 1806 gegründeten Königreich Württemberg wurden Epfendorf und Harthausen zunächst dem Oberamt Rottweil und 1812 für die folgenden 126 Jahre dem Oberamt Oberndorf zugeordnet. Trichtingen hingegen wurde dem Oberamt Sulz unterstellt. Bei der Kreisreform während der NS-Zeit in Württemberg gelangten die Gemeinden 1938 zum Landkreis Rottweil. 1945 wurde das Gebiet Teil der Französischen Besatzungszone und kam somit zum Nachkriegsland Württemberg-Hohenzollern, welches 1952 im Land Baden-Württemberg aufging.
Am 1. Januar 1974 wurde die Gemeinde Harthausen nach Trichtingen eingemeindet. Die Eingemeindung von Trichtingen in die Gemeinde Epfendorf erfolgte am 1. Januar 1975.

## Religionen
Die evangelische Kirchengemeinde Trichtingen (zu der auch der Hauptort Epfendorf zählt) gehört zum Kirchenbezirk Sulz am Neckar der Evangelischen Landeskirche in Württemberg.
Die katholische Kirchengemeinde St. Remigius in Epfendorf und die Kirchengemeinde Harthausen gehören seit September 1999 zur „Seelsorgeeinheit Raum Oberndorf“. Es ist beiden Kirchengemeinden wichtig, selbstversorgende Gemeinde zu sein, in der jeden Sonntag ein Gottesdienst gefeiert wird. Die Kirchengemeinde Talhausen ist wiederum eine Filialgemeinde der Kirchengemeinde St. Remigius, Epfendorf.

## Politik

### Verwaltungsgemeinschaft
Es besteht eine Vereinbarte Verwaltungsgemeinschaft gemeinsam mit Fluorn-Winzeln und Oberndorf a. N. mit dem Sitz in Oberndorf.

### Gemeinderat
In Epfendorf wird der Gemeinderat nach dem Verfahren der unechten Teilortswahl gewählt. Dabei kann sich die Zahl der Gemeinderäte durch Überhangmandate verändern. Der Gemeinderat besteht aus den 18 gewählten ehrenamtlichen Gemeinderäten und dem Bürgermeister als Vorsitzendem. Der Bürgermeister ist im Gemeinderat stimmberechtigt.
Die Kommunalwahl am 9. Juni 2024 führte zu folgendem Endergebnis: Die Wahlbeteiligung lag bei 62,64 % (2019: 64,3 %).
1. Freie Wählervereinigung 50,01 %, 9 Sitze (2019: 43,3 %, 7 Sitze)
2. Freie Bürger 49,99 %, 9 Sitze (2019: 56,7 %, 9 Sitze)

### Bürgermeister der Gesamtgemeinde
- 1955–1987: Walter Neuburger
- 1987–2003: Ulrich Hargina
- 2003–2011: Karl-Heinz Villinger
- 2011–2017: Peter Boch
- seit 2017: Mark Prielipp[6]

### Wappen
| Wappen Epfendorf | Blasonierung: „In Rot eine blau gefütterte goldene Herzogskrone mit Hermelinstulpe“ |
| Wappen Epfendorf |                                                                                     |

Wappen der Ortsteile

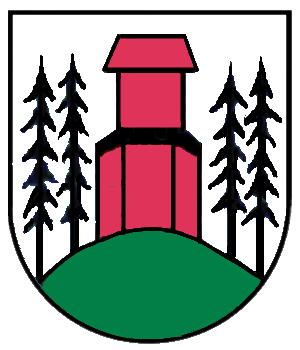
Harthausen
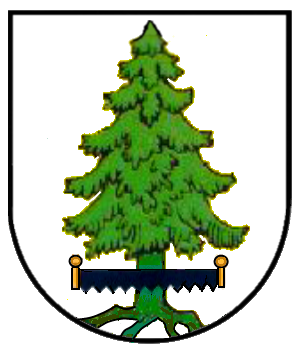
Trichtingen
Talhausen

## Kultur und Sehenswürdigkeiten

### Wander- und Radwege
Epfendorf liegt am Neckartal-Radweg und verfügt über ein ausgedehntes Wanderwegenetz. Der Schlichemwanderweg endet in Epfendorf. Weniger geübte Wanderer können den Weg im Sommer mit dem Rad-Wander-Shuttle vom Startpunkt Tieringen aus in Etappen einteilen. Epfendorf ist Ausgangspunkt der Radroute „Vom Neckar ins Albvorland“ (Nr. 10). Im Juli 2020 wurde – initiiert durch die katholische Kirchengemeinde Epfendorf – ein Besinnungsweg mit zehn Stationen eingerichtet.

### Bauwerke
Unweit des Teilortes Harthausen befindet sich im Wald das Schloss Lichtenegg. Es ist in Privatbesitz und nicht zu besichtigen. Bei Epfendorf befindet sich auch der Rest der Burg Schenkenberg aus dem 14. Jahrhundert sowie die Anna-Kapelle, die im Jahr 1657 eingeweiht worden ist.
In Epfendorf befindet sich die katholische St.-Remigius-Kirche, im Ortsteil Trichtingen die evangelische Cyriakuskirche (Cyriakus-Patrozinium 1525 genannt), im Ortsteil Talhausen die katholische Kirche Mariä Heimsuchung und im Ortsteil Harthausen die katholische Kirche St. Michael (1911) sowie die katholische Antoniuskapelle (nach 1836).

### St.-Anna-Kapelle

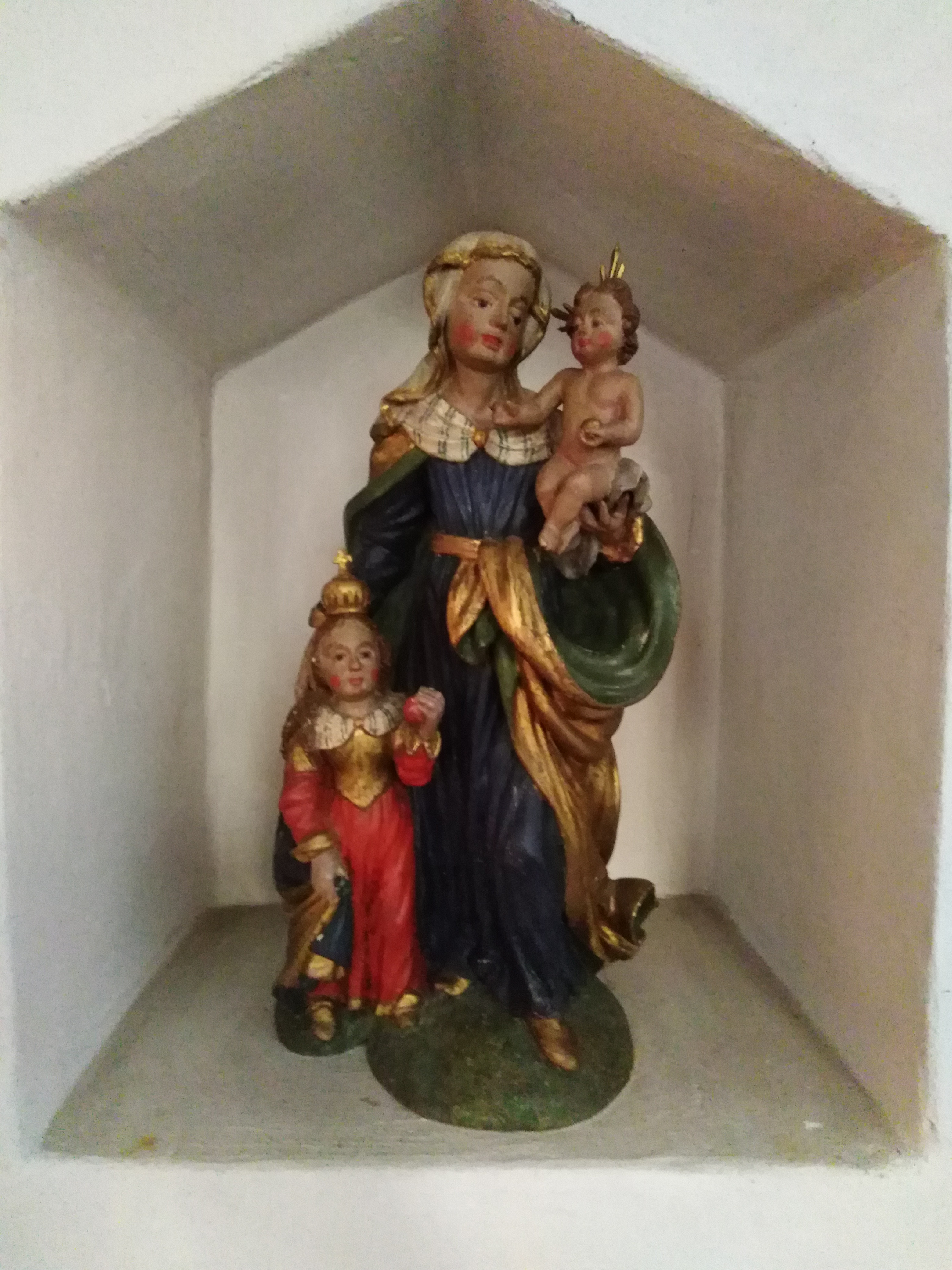
Epfendorf – St. Anna-Kapelle – barocke Darstellung der Anna Selbdritt

Die St.-Anna-Kapelle liegt an der Römersteige im Hauptort Epfendorf. Die Kapelle und ihr Altar zur seligen Jungfrau Maria wurden 1657 geweiht. Bei der Renovation 1962 wurden durch den Grazer Professor Johannes Wohlfahrt Glasfenster entworfen. Kostbar sind die barocken Kleinbildwerke der Mutter Anna Selbdritt und des Heiligen Wendel sowie die in herber Form dargestellte Pietà aus dem 15. Jahrhundert. Die Kapelle steht unter Denkmalschutz.

### Archäologische Fundstücke

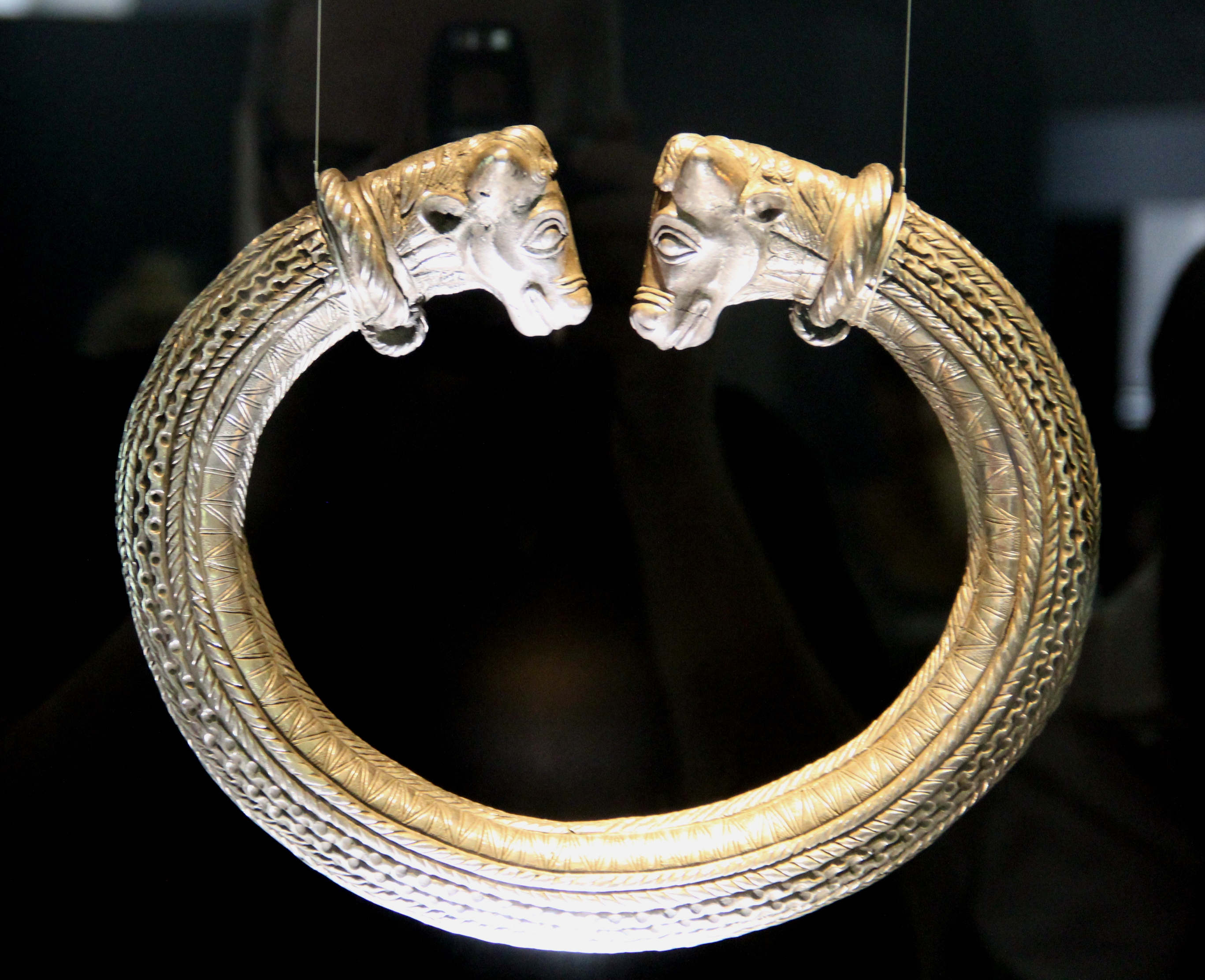
Silberring von Trichtingen (Landesmuseum Württemberg)

Trichtingen wurde in der Archäologie 1928 weit über die Landesgrenzen durch den Fund des Silberrings von Trichtingen bekannt. Er steckte in der Wand eines Drainage-Grabens, ungefähr 60 cm unter der Oberfläche und wog 6,7 kg. Seine Datierung ist umstritten, er wurde in die Spätlatènezeit (1. Jahrhundert v. Chr.) eingeordnet. Man vermutet, dass er im Rahmen einer Opferkulthandlung deponiert wurde. Während die Gestaltung des Ringes auf Einflüsse aus dem Donauraum, nach Thrakien oder gar Persien weisen, deuten Vergleichsfunde auf eine Herstellung in Gallien. Der Ring ist heute im Landesmuseum Württemberg ausgestellt.
1976 gab die Deutsche Bundespost eine 50-Pfennig-Wertmarke mit dem Motiv des Rings heraus. Sie trug die Aufschrift: Silberring. Halsring von Trichtingen. Abzeichen eines keltischen Fürsten.
2020 wird er zum Symbol einer Werbekampagne für das „Keltenland Baden-Württemberg“. Mit einem millionenschweren Aufwand will das Wissenschaftsministerium die Fundstätten und Museen für das historische Erbe der Kelten stärker präsentieren und vernetzen.

## Wirtschaft und Infrastruktur

### Verkehr
Epfendorf liegt an der Landesstraße 424 und an der Bahnstrecke Plochingen–Immendingen, ist derzeit aber ein reiner Betriebsbahnhof ohne Personenverkehr, in dem unter anderem die Intercitys von Stuttgart nach Zürich kreuzen. Neben dem Bahnhof Epfendorf existiert im eingemeindeten Talhausen ebenfalls ein Bahnhof ohne Personenverkehr. Trichtingen besitzt – initiiert durch den Verein Landleben e. V. – seit September 2017 ein Mitfahrbänkle, das durch ein Hinweisschild mit grünem Daumen, Mitfahrgelegenheiten in Richtung Oberndorf und Bochingen vermittelt.
Durch eine Alltagsroute aus dem Radnetz Baden-Württemberg ist Epfendorf über den Ortsteil Talhausen mit Rottweil und in der anderen Richtung über Oberndorf und Sulz am Neckar mit Horb verbunden.
In Epfendorf verläuft als Landes-Radfernweg auf derselben Strecke der Neckartal-Radweg. Er führt von Villingen-Schwenningen nach Mannheim.
Der Heidelberg-Schwarzwald-Bodensee-Radweg führt von Heidelberg nach Radolfzell. Er führt von Horb kommend östlich des Neckartals über Trichtingen und Harthausen nach Rottweil und weiter nach Villingen-Schwenningen.

### Bildung
Die Gemeinde verfügt über eine Grundschule, diese ist auf zwei Standorte verteilt, die im Ortsteil Trichtingen und in Epfendorf stehen. Alle weiterführenden Schulen stehen in den nahe gelegenen Städten Oberndorf und Rottweil zur Verfügung.

## Persönlichkeiten
- Paul Bushart (1880–1967), württembergischer Oberamtmann und Landrat
- Karl Heinrich von Neubronner (1913–1963), Schriftsteller und Herr auf Schloss Lichtenegg
- Franz Sauter (1928–2019), Mitglied des Deutschen Bundestages und Bundesvorsitzender der Katholischen Landvolkbewegung Deutschlands